# Российское предпринимательское право
Российское предпринимательское право — отрасль права, нормы которой регулируют предпринимательские отношения. Предпринимательское право — хозяйственное право рыночной экономики.
Предпринимательское право России может рассматриваться в качестве отрасли права, отрасли законодательства, научной и учебной дисциплины.
Предпринимательское право как отрасль права представляет собой совокупность норм, регулирующих предпринимательские отношения и тесно связанные с ними иные, в том числе некоммерческие, отношения, а также отношения по государственному регулированию экономики в целях обеспечения интересов государства и общества.
Последовательно позиция самостоятельности отрасли предпринимательского (ранее — хозяйственного) права отражена в работах В. В. Лаптева, В. К. Мамутова, В. С. Мартемьянова, В. С. Белых, В. К. Андреева и др. В соответствии с концепцией предпринимательского (хозяйственного) права как самостоятельной отрасли права, данная правовая отрасль характеризуется своими принципами, предметом, методами регулирования и своеобразными субъектами права.
Предпринимательское право как отрасль законодательства — это совокупность правовых норм, содержащихся в источниках права (нормативных правовых актах, обычаях делового оборота) и определяющих порядок осуществления предпринимательской деятельности. Нормы предпринимательского права формируются по принципу единства регулирования предпринимательской деятельности в различных её формах и проявлениях. Изучение предпринимательского законодательства предполагает также анализ судебно-арбитражной практики в целях достижения единообразия в понимании и применении норм, содержащихся в источниках права.
Предпринимательское право как наука представляет собой систему знаний, совокупность представлений ученых о данной отрасли, её предмете и методе, источниках, месте в системе иных отраслей права. Влияние различных объективных и субъективных факторов с неизбежностью предопределило изменение этих представлений на разных этапах существования нашего государства. Наука предпринимательского права познает истоки его зарождения, этапы становления и прогнозирует, опираясь на сумму накопленной информации, направления развития. Это касается развития всех институтов предпринимательского права — от оптимального формирования источников правового регулирования до обеспечения отдельных направлений предпринимательства. В. К. Андреев отмечает, что «наука предпринимательского права, как никакая другая юридическая наука тесно связана с изучением экономической деятельности. Для развития предпринимательского необходимо иметь достаточно глубокие представления об основаниях возникновения, осуществления самой экономической деятельности, о роли государства в развитии предпринимательства.
Предпринимательское право как учебная дисциплина — система обобщенных сведений о предпринимательском праве как отрасли права, его законодательстве и практике применения, а также о науке. Предпринимательское право как учебная дисциплина имеет свою систему, в соответствии с которой курс условно делится на общую и специальную части.

## Предмет российского предпринимательского права
Предметом предпринимательского права выступают три группы общественных отношений — предпринимательско-правовых отношений (В. В. Лаптев, В. К. Мамутов, М. И. Клеандров, С. С. Занковский и др.):
1. связанные с осуществлением предпринимательской и иной экономической деятельности хозяйствующими субъектами;
2. по регулированию порядка осуществления экономической деятельности (государственное регулирование и саморегулирование);
3. внутрихозяйственные или внутренние (внутрипроизводственные и внутрикорпоративные) отношения.

В юридической доктрине некоторые ученые выделяют четвертую группу общественных отношений, регулируемых предпринимательским правом (И. В. Ершова, Е. П. Губин и др.), — организационные отношения — отношения по созданию, реорганизации и ликвидации субъектов предпринимательства.

## Источник предпринимательского права: понятие и виды
Источник предпринимательского права — это основа (фактор) формирования, выражения и закрепления норм права, регулирующих три группы общественных отношений, в том числе, связанных с осуществлением предпринимательской и иной экономической деятельности хозяйствующими субъектами, включая предпринимательскую деятельность коммерческих организаций и индивидуальных предпринимателей, а также приносящую доход деятельность некоммерческих организаций (например, публично-правовых компаний, государственных корпораций, государственных компаний); регулированием порядка осуществления экономической деятельности и внутрихозяйственные отношения.
Классификация источников предпринимательского права возможна по следующим основаниям:

### по способу выражения (формирования) норм права
- общепризнанные принципы международного права, общепризнанные нормы международного права, нормативный правовой акт (законы и подзаконные акты), нормативный правовой договор, судебная практика, правовой обычай, локальные нормативные акты;

### по юридической силе
- международные (например, международные договоры), внутренние: федеральные (например, федеральные законы, подзаконные акты Правительства РФ и др.), региональные (конституции и уставы субъектов РФ, акты субъектов РФ и др.), муниципальные (муниципальные нормативные акты), локальные (уставы и иные локальные правовые акты, нормативные, в том числе корпоративные, договоры и иные), правовые обычаи, судебная практика;

### по субъектам нормотворчества
- федеральные законы — Федеральное Собрание РФ, подзаконные акты РФ — Президент РФ или Правительство РФ, локальные нормативные акты — корпоративные и унитарные организации, правовые обычаи — участники гражданского оборота (хозяйствующие субъекты) и т. д.;

## Система источников предпринимательского права в России
Система источников предпринимательского права включает в себя:

### Общая часть
- общие положения о субъектах экономической деятельности, формы предпринимательства (индивидуальная и коллективная; государственно-частное партнерство и др.), требования, предъявляемые к экономической деятельности, правовой режим имущества субъектов экономической деятельности, приватизация государственных и муниципальных предприятий, ответственность в предпринимательских отношениях, расчеты в предпринимательской деятельности, формы правового регулирования экономической деятельности: государственное регулирование (антимонопольное, техническое, валютное, тарифное, ценовое и т. д.) и саморегулирование, государственная поддержка предпринимательства (малый и средний бизнес, гарантии и льготы в предпринимательской деятельности и т. д.), особые экономические зоны и зоны территориального развития, правовые основы учёта и отчетности результатов экономической деятельности (порядок, принципы и форма ведения бухгалтерского и налогового учёта и отчетности) организация правовой работы у субъекта предпринимательства, предпринимательско-правовые обязательства (в том числе предпринимательские договоры);

### Особенная часть
- правовые режимы осуществления отдельных видов экономической деятельности, деятельность в области промышленного производства (добыча полезных ископаемых, обрабатывающее производство, обеспечение электрической энергией, газом и паром, кондиционирование воздуха, водоснабжение, водоотведение, организация сбора и утилизации отходов, а также ликвидация загрязнений), инвестиционная, строительная, инновационная, транспортная, финансовая (в том числе кредитная), внешнеэкономическая, торговая, сельскохозяйственная, аудиторская, оценочная, деятельность в области связи, автомобиле- и судостроения, иные сферы экономики.

## Субъекты предпринимательского права
Субъектами предпринимательского права выступают:
- физические лица, в том числе члены корпорации;
- индивидуальные предприниматели;
- организации с правами юридического лица;
- филиалы, представительства и иные организаций, созданных по законодательству иностранных государств; международные организации и их обособленные структурные подразделения;
- предпринимательские объединения;
- публично-правовые образования (государство, субъекты РФ и муниципалитеты);
- Центральный банк России.

В доктрине предпринимательского права выделяются следующие признаки субъектов предпринимательского права:
- легитимация,
- наличие предпринимательской правосубъектности (ранее именуемой хозяйственной компетенцией)[23],
- наличие обособленного имущества,
- способность нести самостоятельную юридическую ответственность.

## Научные школы и теории
Важной предпосылкой формирования отрасли предпринимательского права выступил особый характер регулируемых отношений — хозяйственных отношений, притом отрасли права не отделялись глухой стеной (Лаптев В. В.). В правоведении предлагалось деление отраслей права на основные и комплексные (Райхер В. К.). Неспособность традиционных цивилистических подходов урегулировать экономику отмечалось в юридической литературе (Ю. К. Толстой).
Хозяйственное (ныне предпринимательское) законодательство исторически рассматривалось как основа регулирования народного хозяйства, включая социалистические производственные отношения. Так, И. А. Исаев писал, что в проблемах хозяйственного права наиболее рельефно отражались важнейшие аспекты экономической политики государства и ситуация в „смешанном“, многосекторном базисе.
Развитие концепции предпринимательского права подробно отражается в трудах ученых-хозяйственников.
О существовании уникальной отрасли торгового права, как прообраза хозяйственного и впоследствии предпринимательского права, одним из первых говорил в своих трудах Ю. С. Гамбаров. Позицию об обособлении самостоятельной отрасли торгового права высказывали П. П. Цитович и А. И. Каминка.

### Теория двухсекторного права
Теория двухсекторного права (20—30-е гг. XX в.). Основатель — П. И. Стучка, последователи А. Г. Гойхбарг, С. Н. Ландкоф, Б. С. Мартынов. В основе концепции лежало деление экономики на два сектора: частный и социалистический (публичный). Предлагалось разграничить гражданское и хозяйственное право. Гражданское право должно регулировать отношения частного сектора, а хозяйственное — народное хозяйство в целом, в том числе отношения по вертикали и горизонтали.

### Единое хозяйственное право
Теория единого хозяйственного права (30—40-е гг. XX в.). Л. Я. Гинцбург и Е. Б. Пашуканис исходили из единой хозяйственной политики СССР, а следовательно, необходимости единого хозяйственного права, регулирующего все сферы экономики страны. Предполагалась полная ликвидация частнокапиталистической собственности. Хозяйственное право — это право социалистическое, а гражданское право — частное право. В связи с этим гражданское право, будучи буржуазным правом, должно отмереть, на смену чего должно прийти единое хозяйственное право. Социалистическое хозяйственное право должно было стать всеобщим регулятором экономики страны, включая вопросы управления и планирования экономики, а также договорные отношения.

### Третья школа хозяйственного права
Третьей школой хозяйственного (предпринимательского) права (В. В. Лаптевым, В. К. Мамутовым, В. С. Мартемьяновым, А. Г. Быковым, В. С. Белых и другими) сформулирована концепция единства частного и публичного начал в нормах предпринимательского права. Такое единство в своей интерпретации изложил Н. М. Коршунов в теории конвергенции норм частного и публичного права.
Современное состояние науки предпринимательского права охарактеризовал Е. П. Губин, указав на то, что «мы все те же „проповедники“ хозяйственного права 60-70-х годов прошлого века».

## Принципы предпринимательского права
1. Принцип законности является межотраслевым принципом, то есть существует не только в рамках системы принципов предпринимательского права, но и является принципом всех отраслей российского права. Принцип законности означает, что все действия субъектов права должны основываться на требованиях закона, не противоречить им. При нарушении требований законности любое лицо, считающее, что его права, свободы и законные интересы были нарушены или подвергаются угрозе нарушения, вправе обратиться за защитой в суд.
2. Принцип свободы предпринимательской деятельности. Статья 8 Конституции РФ закрепляет, что в Российской Федерации гарантируется свобода экономической деятельности, конкретизируя содержание этой свободы в статье 34, определяя, что каждый имеет право на свободное использование своих способностей и имущества для предпринимательской и иной не запрещенной законом экономической деятельности.
3. Принцип единства экономического пространства. Статья 8 Конституции РФ закрепляет, что в Российской Федерации гарантируется единство экономического пространства, свободное перемещение товаров, услуг и финансовых средств.
4. Принцип многообразия форм собственности, юридического равенства форм собственности и равной их защиты. Собственное имущество предпринимателя является не только необходимой предпосылкой осуществления предпринимательской деятельности, но и гарантией реальной ответственности предпринимателя в случаях необходимости возмещения вреда, причиненного им при осуществлении предпринимательской деятельности.
5. Принцип поддержания конкуренции и недопущения деятельности, направленной на монополизацию и недобросовестную конкуренцию. В Российской Федерации не допускается экономическая деятельность, направленная на монополизацию и недобросовестную конкуренцию (ст. 34 Конституции РФ). Государство гарантирует поддержку конкуренции (ст. 8 Конституции РФ).
6. Принцип государственного воздействия на осуществление предпринимательской деятельности. В юридической литературе данный принцип называется также принципом государственного регулирования экономики.

## Методы предпринимательского права
1. метод обязательных предписаний, при котором с помощью императивных норм устанавливаются требования к процессу осуществления предпринимательской деятельности, права и обязанности её участников;
2. метод автономных решений (метод согласования), при котором с помощью диспозитивных норм регулируются отношения равноправных хозяйствующих субъектов;
3. метод рекомендаций, при котором одна сторона правоотношения предлагает другой стороне определённую модель поведения, которая может быть принята либо отвергнута[34].

Взаимосвязь свободы при осуществлении частных интересов с государственным властным воздействием там, где это диктуется публичными интересами, а также учёт рекомендаций сторон — это основные характеристики метода правового регулирования предпринимательского права.

## Кодификация предпринимательского законодательства
В настоящее время в России нет предпринимательского кодекса. Вопрос о кодификации предпринимательского права, является дискуссионным в литературе. Комплексный характер правового регулирования предпринимательства обладает спецификой. В предпринимательском праве находят тесную взаимосвязь частные и публичные методы правового регулирования. Частно-правовые начала предпринимательского права регулируются Гражданским кодексом РФ, а публичные, связанные с государственным регулированием предпринимательской деятельности, в федеральных и региональных законах. Особенность регулирования в сфере предпринимательства заключается в том, что при своей комплексности можно проследить его обособленность.
В отечественном правоведении уже были предпосылки для создания Предпринимательского кодекса. В Программе развития реформ и стабилизации экономики, утвержденной Правительством РФ 6 августа 1993 г., указывалось на необходимость улучшения хозяйственного законодательства, издания не только Гражданского, но и Торгового Кодекса. В Указе Президента РФ об исследовательской программе «Пути и формы укрепления Российской государственности» от 29 апреля 1994 г. предусматривается разработка Предпринимательского Кодекса.
В. В. Лаптев в своей статье «Проблемы совершенствования предпринимательского законодательства» предложил структуру Предпринимательского кодекса, его компоновку, примерный перечень общественных отношений, охватываемых этим кодексом (всего он предлагал включать туда 10 разделов). По сути, нового, так или иначе не урегулированного действующим законодательством, им практически ничего предложено не было, его проект основывался, на положениях, которые уже существуют и содержатся преимущественно в Гражданском кодексе РФ, а также в специальном законодательстве (акционерном, биржевом, инвестиционном, валютном, налоговом и других), поэтому, предлагался не акт кодификации, а акт инкорпорации предпринимательского законодательства.
В. В. Лаптев отмечал, что наряду с Гражданским процессуальным кодексом РФ издан специальный Арбитражный процессуальный кодекс РФ, регулирующий порядок разрешения споров с участием предпринимателей. Если это было сделано в процессуальной сфере, то почему нельзя то же применить и к материальному предпринимательскому праву? Это был еще один аргумент в пользу самостоятельности предпринимательского права.
Наличие кодифицированного источника - это скорее факультативный нежели обязательный признак самостоятельности отрасли, представляющий собой систематизацию соответствующего законодательства. Тем не менее, на основе вышесказанного можно сделать вывод, что в настоящее время, как минимум, существуют основания для специальной кодификации предпринимательского права.
Удачными примерами кодификации предпринимательского законодательства на постсоветском пространстве служат Хозяйственный кодекс Украины и Предпринимательский кодекс Казахстана.